# Bodotria vertebrata
Bodotria vertebrata är en kräftdjursart som beskrevs av Francis Day 1978. Bodotria vertebrata ingår i släktet Bodotria och familjen Bodotriidae. Inga underarter finns listade i Catalogue of Life.